# Бормио
Бормио (на италиански: Bormio) е град и община в северна Италия. Населението на града през 2014 година е 4098 души.

## География
Градът е разположен в горното течение на река Ада в провинция Сондрио на регион Ломбардия. Има население от 4079 жители към 1 януари 2009 г.
Той е известен ски-център, в който се провеждат състезания от световен ранг. През 2005 година е домакин на Световното първенство по ски алпийски дисциплини.
Най-близкото летище е в Милано (на 200 км).

## История
Градът е курорт от 15 век, благодарение на деветте си минерални извора.

## Побратимени градове
- Алп д'Юез, Франция
- Белпуч, Испания
- Гах, Азербайджан[3]

## Спорт
В Бормио се намира една от петте най-трудни писти за спускане, носеща името Стелвио. Дължината ѝ е над 3000 м, денивелацията – над 900 м и едно спускане продължава над две минути. В последните години на тази писта се провежда последният кръг от Световната купа по ски алпийски дисциплини за годината (между 25 и 30 декември всяка година).